# Всё ещё мертвы
«Всё ещё мертвы» (англ. Dead Still) — американский фильм ужасов 2014 года, снятый братьями Бут. В фильме участвовали Бен Браудер, Гэвин Касалежно, Эль Ламонт и Рэй Уайз. Телевизионный фильм, вышедший на канале Syfy в 2014 году.

## Сюжет
Когда в твоих руках оказывается фотокамера, ты стараешься запечатлеть мгновение. Всё, что ты любишь и всех, кто тебе дорог... на долгую и вечную память. В XIX веке существовало поверие, что если снять мёртвого, то в том мире он получит вечную жизнь. Но мёртвым мало того мира. Они возвращаются через объектив фотокамеры в мир живых для того, чтобы поменяться с ними местами.

## В ролях
- Бен Браудер — Брэндон Дэвис
- Гэвин Касалежно — Бобби
- Эль Ламонт — Айви Монро
- Рэй Уайз — Вентон Дэвис
- Эвелин Бойл — Лила
- Кэрри Лазар — Дженна
- Лоуренс Тёрнер — Уильям Дэвис
- Тоби Николс — молодой Брэндон
- Эрик Рафф — профессор Маккларен
- Шон Санс — жених
- Джиа Кардерини — невеста